# Christer Fjellström
Sten Ryne Christer Fjellström, född 10 november 1948 i Kungsholms församling, Stockholms län, död 3 juni 2024 i Härlanda distrikt, Västra Götalands län var en svensk skådespelare.

## Biografi
Fjellström debuterade 1994 i TV-filmen Panik på kliniken men har därefter främst varit verksam från och med 2000-talet. Han har haft återkommande roller i TV-serien Hem till byn (1999–2006) och i Camilla Läckberg-filmatiseringarna Predikanten (2007), Isprinsessan (2007), Stenhuggaren (2009) och Olycksfågeln (2010).

## Filmografi
- 1994 – Panik på kliniken
- 1999 – Hem till byn (TV-serie) (till och med 2006)
- 2000 – Sjätte dagen (TV-serie)
- 2000 – Livet är en schlager
- 2000 – Jalla! Jalla!
- 2000 – Dubbel-8
- 2001 – Låt det aldrig ta slut (TV-film)
- 2002 – K-G i nöd och lust
- 2003 – Att döda ett barn
- 2004 – Bredband
- 2004 – Orka! Orka! (TV-serie)
- 2005 – Barnet dom säger är vårt
- 2005 – Percy, Buffalo Bill och jag
- 2005 – Steget efter
- 2006 – Scoopet
- 2007 – Predikanten
- 2007 – Isprinsessan
- 2007 – Upp till kamp (TV-serie) (speaker)
- 2008 – Ett enklare liv
- 2008 – Irene Huss – Nattrond
- 2009 – I taket lyser stjärnorna
- 2009 – Rosenhill
- 2009 – Stenhuggaren
- 2010 – Olycksfågeln
- 2010 – Ond tro
- 2011 – No Sex Just Understand
- 2012 – Hinsehäxan (TV-serie)
- 2012 – Lycka till och ta hand om varandra
- 2012 – Dom över död man
- 2018 – Vår tid är nu (TV-serie)

## Teater

### Roller
| År   | Roll           | Produktion                             | Regi           | Teater                |
| ---- | -------------- | -------------------------------------- | -------------- | --------------------- |
| 2007 |                | Romeo och Julia William Shakespeare    | Maria Löfgren  | Göteborgs stadsteater |
| 2015 | Lektor Barfoth | Markurells i Wadköping Hjalmar Bergman | Dennis Sandin  | Göteborgs stadsteater |
| 2021 |                | Tystnaden Ingmar Bergman               | Bush Moukarzel | Göteborgs stadsteater |